# Comstock (Nebraska)
Comstock je selo u američkoj saveznoj državi Nebraska. Prema popisu stanovništva iz 2010. u njemu je živjelo 93 stanovnika.